# دانیل رودیشا
دانیل رودیشا (انگلیسی: Daniel Rudisha; ۱۱ اوت ۱۹۴۵ – ۶ مارس ۲۰۱۹) ورزشکار دو و میدانی اهل کنیا بود.